# Dianthus jaroslavii
Dianthus jaroslavii là loài thực vật có hoa thuộc họ Cẩm chướng. Loài này được Galushko mô tả khoa học đầu tiên năm 1970.